# إيما كونز
إيما كونز هي فنانة سويسرية، ولدت في 23 مايو 1892 في Brittnau ‏ في سويسرا، وتوفيت في 16 يناير 1963 في Waldstatt ‏ في سويسرا.